# Frankenstein (film, 2025)
Frankenstein är en brittisk-amerikansk skräck- och dramafilm med planerad premiär på Netflix någon gång under 2025. Filmen som är regisserad av Guillermo del Toro är baserad på Mary Shelleys roman från 1818.

## Handling
Filmen handlar om Dr. Pretorius som spårar upp Frankensteins monster, som man tror dog i en eldsvåda för fyrtio år tidgare. Syftet är att fortsätta Dr. Victor Frankensteins experiment.

## Rollista (i urval)
- Oscar Isaac – Victor Frankenstein
- Jacob Elordi – Frankensteins monster
- Mia Goth
- Christoph Waltz
- Felix Kammerer
- Lars Mikkelsen
- David Bradley
- Christian Convery
- Charles Dance
- Ralph Ineson